# 少年法制 (イラン)
少年法制 (イラン)（しょうねんほうせい（いらん））
本稿では、イラン・イスラム共和国における若年犯罪者に関する刑事法制を略説する。

## 歴史
イランにおいては、1959年に非行児童裁判所の創設に関する法律が制定され、若年犯罪者に対する処遇を成人犯罪者に対する処遇から分離する動きが本格化した。
1979年2月のイラン・イスラーム革命によってパフラヴィー朝が打倒されたため、1980年代前半に旧来の若年犯罪者に関する刑事法制は廃止され、後述の現行法制が導入された。イランは、1993年に国際連合児童の権利に関する条約を批准したが、同条約の条項はイスラーム法及び国内法に相反しない限度で適用されるという留保を付し、犯行時18歳未満の者に対する死刑及び釈放の可能性のない終身刑の禁止などの37条a号には従っていない。
1999年に若年者に関する刑事法制の改正案の検討が始まり、非行青少年裁判所の創設や犯行時18歳未満の者に対する死刑の廃止等を内容とする法律案が策定された。同法律案は、2006年にイスラーム諮問評議会（国会）を通過した後、監督者評議会において審議中である。

## 現行法制

### 未成年者
イランの刑法典は、未成年者を、「宗教上の婚姻適齢に達しない者」と定義している（宗教上の婚姻適齢は、生殖腺の活動及び第二次性徴の発現によって定まる。）が、事実上、民法典の、男子は15歳、女子は9歳（年齢はイラン暦による。）をもって成年とするという定義が、刑事実務においても用いられている。学説には、少なくとも女子について成年を13歳とすべきであると説くものがある。
刑事法制の対象年齢の下限は6歳であるとするのが、廃止された1959年の法律の規定であり、現行の裁判実務でもある。すなわち、6歳未満の者に法律上の刑事責任を負わせることはできない。
イランには、日本でいう戸籍に相当する正確な資料がないため、被告人の年齢の認定が問題となるときは法医学的鑑定が用いられる。

### 処遇に関する特則
イランの刑法典は、未成年者は、加害行為に関与した場合であっても、刑事責任を負わないと規定している（この場合において、その未成年者を監督又は監護する者がその義務を怠ったときは、その監督者又は監護者が刑事責任を負うことがある。）。
非行のある未成年者に課し得る処遇は、以下のとおりである（近年では、職業教育、識字教育、公益奉仕活動、損害賠償の指示といった教育的処遇を志向する裁判官もいるといわれている。）。
- 親に引き渡すこと。
- 矯正・再教育センターに収容すること。
- 体罰を加えること。
- 合意の上で未成年者同士が男色を犯したときは、これをむち打ち74回の刑に処すること。
- 中傷ないし名誉毀損を犯した未成年者の判断能力に問題がなければ、これに教育を施すこと。

### 手続
イランの刑事手続法制には、未成年者のための特別な刑事手続は存在しないため、成人と同様の訴追手続がとられる。未成年者に関する刑事事件は、通常司法裁判所の特定の部が集中的に取り扱う。
審理期間中の身柄拘束が必要不可欠であるときは、裁判所は、未成年者を勾留することができる。ただし、親や後見人などに保証を立てさせた上で、未成年者を勾留しないことがある。
裁判官は、未成年者の心理状態、家庭環境又は交友関係についての調査を命じ、専門家から意見を徴することができる。処遇を言い渡した後も、裁判官は、処遇の執行を監督し、追跡調査し、未成年者の一般的状態、人格の発達及び再教育に関する報告を受ける（その報告に応じて決定を見直すこともある。）。
被害者は、被告人が成人であるときと同様に、刑事裁判所に私訴を提起して、未成年者側に損害賠償を請求することができる。

## 主要参考文献
- Ardebili (M.-A.), Nadjafi (A.-H.), "LA RESPONSIBILITE PENAL DES MINEURS EN DROIT IRANIEN," Revue Internationale de Droit Pénal, Vol.75/1-2, Ramonville-Saint-Agne: Érès, 2004, pp. 401-407.
- http://www.unodc.org/pdf/iran/drug_crime_situation/rule_of_law/CrimeandJusticeLaws.pdf